# Домашнее насилие и беременность
Беременность в сочетании с домашним насилием, будь то физическим, словесным или эмоциональным, классифицируется как жестокое поведение со стороны интимного партнёра по отношению к беременной женщине и приводит ко множеству неблагоприятных физических и психологических последствий как для матери, так и для плода. Оно может быть давней проблемой в отношениях, которая продолжается после того, как женщина забеременела, или может начаться во время беременности. Хотя насилие со стороны партнёра между женщинами и мужчинами имеет место в этих условиях, подавляющая часть домашнего насилия совершается мужчинами в отношении женщин. Беременность предоставляет работникам здравоохранения уникальную возможность проверять женщин на предмет домашнего насилия. Сокращение семейно-бытового насилия во время беременности должно улучшить результаты для матерей и младенцев.

## Причины и триггеры
Домашнее насилие может быть спровоцировано беременностью, которая сама по себе может быть использована как форма принуждения.
Предотвращение репродуктивного выбора интимного партнёра называется репродуктивным принуждением. Существует корреляция между домашним насилием и саботажем контроля над рождаемостью. Беременность также может привести к перерыву в домашнем насилии, когда обидчик не хочет причинить вред будущему ребёнку. Риск домашнего насилия для беременных женщин наиболее велик сразу после родов.
Домашнее насилие может увеличить шансы женщины забеременеть из-за принуждения к сексу и помехи использовать противозачаточные средства. Показана корреляция между многодетностью и домашним насилием. Раньше считалось, что многодетность и связанный с этим стресс в больших семьях повышают вероятность домашнего насилия, однако было показано, что насилие обычно предшествует рождению детей.

## Саботаж контроля над рождаемостью
Саботаж контроля над рождаемостью, или репродуктивное принуждение — это форма принуждения.
Используются следующие методы:
- манипуляция с использованием противозачаточных средств, ослабляющая усилия по предотвращению нежелательной беременности;
- замена противозачаточных таблеток подделками;
- прокалывание презервативов.

Для предотвращения попыток избежать беременности используются угрозы и насилие. Поведение жестоких партнёров-мужчин, способствующее наступлению беременности, является одним из методов домашнего насилия и связано с нежелательной беременностью. Репродуктивное принуждение само по себе является формой домашнего насилия, поскольку оно является результатом нежелательной сексуальной активности и препятствует способности женщины контролировать своё тело. Принудительная беременность также может быть формой финансового злоупотребления, когда женщина оказывается в ловушке отношений, поскольку беременность привела к экономической зависимости молодой матери.
Непреднамеренная беременность в два-три раза чаще связана с насилием, чем запланированная беременность. Девушки, подвергающиеся насилию, редко используют презервативы и боятся договариваться об использовании презервативов. Исследование, проведённое среди женщин в возрасте 15—19 лет в Уганде, показало, что 14 % первых половых сношений женщин были совершены по принуждению. Из этих 14 % незащищённый секс без использования современных противозачаточных средств привёл к нежелательной беременности в течение шести месяцев.
В Египте более 80 % сельских женщин считают, что избиения иногда оправданы, и одной из наиболее частых причин, приводимых в качестве справедливого повода для избиений, является отказ мужчине в сексе. Такие стереотипы влияют на способность женщин защитить себя от нежелательных половых контактов и последствий полового акта, таких как беременность и инфекции, передающиеся половым путем.
Саботаж контроля над рождаемостью можно разделить на две категории:
- Вербальный саботаж — это словесное или эмоциональное давление с целью отказа от противозачаточных средств или давление с целью наступления беременности.
- Поведенческий саботаж — это применение силы для предотвращения использования противозачаточных средств или для осуществления незащищённого полового акта.

## Механизмы
В большинстве случаев домашнее насилие может быть вызвано или усугублено беременностью, но в некоторых случаях домашнее насилие прекращается во время беременности, чтобы не причинить вред плоду.

### Снижение насилия
Беременность может способствовать перерыву в насилии. Некоторые женщины используют беременность как средство защиты от домашнего насилия. Однако, поскольку женщины, подвергшиеся насилию до беременности, чаще подвергаются насилию во время беременности, это не является надежным средством защиты.

### Рост насилия
Беременность может быть периодом риска, в течение которого насилие может начаться или обостриться. Женщинам, имеющим агрессивных партнёров, трудно защитить себя от непреднамеренной беременности, а сексуальное насилие может напрямую привести к беременности. Исследования неизменно показывают, что домашнее насилие чаще встречается в больших семьях. Однако международные исследования показывают, что 25 % женщин впервые подвергаются насилию во время беременности.
Мнение женщин о причинах насилия во время беременности:
- Ревность к будущему ребёнку;
- Гнев по отношению к нерожденному ребёнку;
- Насилие, характерное для беременности, не направленное на ребёнка;
- Продолжение обычного насилия.

## Последствия
Опасные последствия насилия во время беременности для матери и ребёнка:
- выкидыш
- запоздалый дородовой уход
- мертворождение
- преждевременные роды
- травмы плода (синяки, переломы, ножевые ранения[21], низкий вес при рождении[18]
- усиление проблем с психическим здоровьем у матери
- попытки самоубийства матери
- ухудшение хронических заболеваний матери
- травмы
- злоупотребление психоактивными веществами
- беспокойство, стресс, хронические боли и гинекологические проблемы.

Женщин, подвергшихся избиению во время беременности, чаще избивали на протяжении всего периода отношений по сравнению с женщинами, которые не подвергались насилию во время беременности. Убийство является второй по значимости причиной смертности от травм среди беременных и родильниц в США, а исследование, проведённое в больнице в Индии, показало, что 16 % всех смертей во время беременности были результатом насилия со стороны партнёра. Исследования также обнаружили корреляцию между насилием в семье и ростом числа абортов. Беременные женщины, подвергшиеся насилию, с меньшей вероятностью сообщат о насилии или бросят своего обидчика из-за дополнительных проблем с финансовой и жилищной безопасностью.

## Факторы риска
Женщины, подвергшиеся насилию до беременности, подвергаются более высокому риску насилия во время беременности. Насилие не ограничивается определённой социально-экономической или демографической группой женщин или определённым периодом репродуктивной жизни женщины.
Уровень физического насилия во время беременности снижается по мере увеличения доходов домохозяйств.
Насилие со стороны партнёра в отношениях увеличивает вероятность нежелательной беременности.
Насилие со стороны партнёра может привести к увеличению числа нежелательных беременностей, что, в свою очередь, увеличивает физическое насилие.
Молодые женщины статистически более подвержены репродуктивному принуждению, и это может быть связано с меньшим опытом отношений, а для несовершеннолетних — меньшим доступом к врачам и экстренной контрацепции. Подростки особенно подвержены риску, а подростковая беременность коррелирует с ростом уровня домашнего насилия. Молодые женщины, имеющие бойфрендов старшего возраста, чаще подвергаются домашнему насилию. Женщины, подвергающиеся физическому насилию со стороны своих мужей, с меньшей вероятностью будут использовать противозачаточные средства и для них с большей вероятностью наступит нежелательная беременность.

## Эпидемиология
Риск физического и сексуального насилия для женщин во время беременности занижается и недооценивается. Ежегодно более 324 000 беременных женщин становятся жертвами домашнего насилия в США.
Количество взрослых женщин, подвергшихся домашнему насилию во время беременности по странам:
- Великобритания: 3,4 %[25]
- США: 3,4—33,7 %[30][31]
- Ирландия: 12,5 %[32]
- Канада, Чили, Египет, Никарагуа: 6—15 %[15]

Уровень заболеваемости выше среди подростков. Уровень заболеваемости среди матерей-подростков с низким доходом достигает 38 %.